# Галубе
Галубе (на френски: galoubet) е музикален инструмент, вид права флейта, със свирков наустник, разпространена най-вече в Прованс, Франция. Изпълнителят държи инструмента само в лявата ръка и едновременно си акомпанира с провансалски барабан, който бие с дясната ръка само с една палка. Това комбинирано изпълнение на 2 инструмента от едно лице се използва за съпровод на местни танци, най-често на фарандола.